# グアテマラ文学
グアテマラ文学（グアテマラぶんがく、スペイン語:Literatura de Guatemala）では、グアテマラ共和国の文学について述べる。

## 歴史

### 先コロンブス期の文学
先コロンブス期にはマヤ文明のコデックスが記され、キチェ族の創世神話『ポポル・ヴフ』やカクチケル族の『カクチケル年代記』などが現在にも伝えられている。

### 独立後の文学

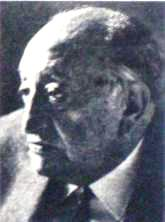
ミゲル・アンヘル・アストゥリアス。

グアテマラの小説は、アントニオ・ホセ・デ・イリサリに始まるとみなされており、19世紀後半にはサロメ・ヒルことホセ・ミリャやフェリペ＝デ・ヘススがロマン主義の文脈の中で活躍した。
ニカラグアのルベン・ダリオによってモデルニスモ文学がイスパノアメリカ全域に広まると、グアテマラでも「報道文学のプリンス」の異名を取ったエンリケ・ゴメス・カリーリョや、マクシモ・ソトホールなどが活躍した。
20世紀に入ると、ラファエル・アルバロ・マルティネスによって反帝国主義と自然主義が結びつけられた。『グアテマラ伝説集』（1930年）、『大統領閣下』（1930年）、『緑の法王』（1954年）などを残したミゲル・アンヘル・アストゥリアスは、1967年にノーベル文学賞を受賞した。

## 脚註